# カール・フィーラー
カール・フィーラー（ドイツ語: Karl Fiehler、1895年8月31日 - 1969年12月8日）は、ドイツの政治家。国家社会主義ドイツ労働者党書記全国指導者、後に地方行政本部長。1933年から1945年までミュンヘン市長を務めていた人物。親衛隊での最終階級は親衛隊大将。

## 略歴
1895年8月31日に、バプテスト教会説教師のハインリヒ・フィーラーの息子としてブラウンシュヴァイク公国首都のブラウンシュヴァイクにて生まれる。中学校を卒業して、1914年からシュレースヴィヒ＝ホルシュタイン州商家で働く。第一次世界大戦が始まると、1915年5月から1918年に負傷するまで従軍した。
1920年11月5日に国家社会主義ドイツ労働者党に入党、1923年にアドルフ・ヒトラー特攻隊に入隊。11月9日のミュンヘン一揆に参加したため、懲役15か月の判決を受けランツベルク刑務所に収監された。1925年2月に再入党している（党員番号27）。1924年から1933年まで、ミュンヘンの名誉市会議員になっている。1933年3月ドイツ国会選挙で国会議員に当選。この地位は終戦まで保持した。
1933年3月9日に、突撃隊がミュンヘン市庁舎を占領し、3月20日にバイエルン州の副首相・内相であるアドルフ・ワーグナーによって暫定的な市長に任命され、5月20日に正式にミュンヘン市長に任命された。7月31日に親衛隊に入隊（隊員番号91,724）、親衛隊大佐の階級を与えられる。12月15日にはナチ党の地方行政本部長に任命される。12月24日に親衛隊上級大佐、1934年1月27日に親衛隊中将に、1942年1月30日に親衛隊大将に昇進している。
1945年4月30日にミュンヘンがアメリカ軍に占領されると、1949年1月16日まで抑留された。1949年1月14日に、ミュンヘンの裁判所にて非ナチ化法廷にかけられて2年の重労働、資産の五分の一の没収及び12年間の公職活動禁止の判決が言い渡された。以後1969年12月8日にディーセン・アム・アンマーゼーで死去するまで、会計士として働いた。

## キャリア

### 階級
- 1917年5月15日、予備役少尉
- 1933年7月31日、親衛隊大佐
- 1933年12月24日、親衛隊上級大佐
- 1934年1月27日、親衛隊中将
- 1942年1月30日、親衛隊大将